# Cratere Repsold
Repsold è un grande cratere lunare di 108,65 km situato nella parte nord-occidentale della faccia visibile della Luna.